# Bride (équitation)
Pour les articles homonymes, voir Bride.
Ne pas confondre avec la bride complète qui est un type particulier de bride.

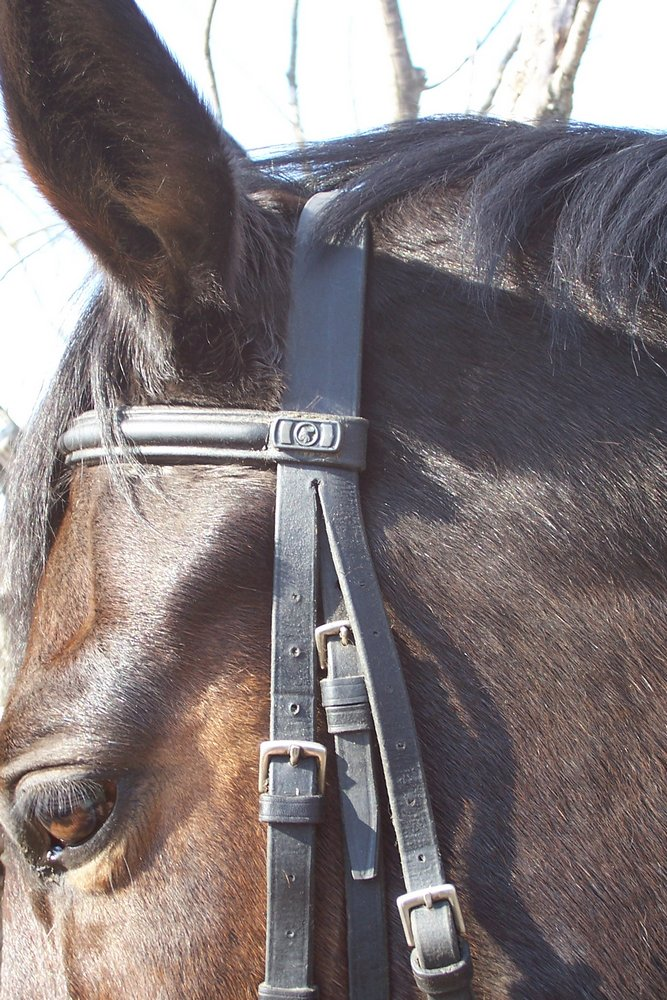
Détail de la têtière et des montants sur une bride.

Bride est un terme générique désignant un harnais placé sur la tête d'un cheval permettant de le diriger. Il existe différents types de brides. Certaines sont composées d'un ou deux mors, alors que d'autres en sont dépourvues. Elles sont le plus souvent en cuir et présentent des coloris variés comme le noir, le marron foncé ou le marron clair. Elles peuvent également être ornées de pièces décoratives. Le nylon, le vinyle ou les matières synthétiques peuvent également être observées, notamment en endurance.

## Étymologie et terminologie
Le mot « bride » est attesté en France vers 1200 et est d'origine germanique. Il est probablement issu du moyen haut allemand brîdel signifiant « rêne ».
Dans les dictionnaires français du XVIIIe siècle, le terme désigne un « assortiment de pièces de cuir et de pièces de fer propre à tenir la tête d'un cheval sujette et obéissante ». Il est également précisé que la bride est composé de deux rênes, d'une têtière et d'un mors. Au XIXe siècle, la définition ne présente pas d'évolution, mais des nuances de forme apparaissent en fonction de son origine. Ainsi dans son Dictionnaire d'hippiatrique et d'équitation, F. Joseph Cardini distingue la bride française, la bride anglaise et la bride américaine qui est décrite comme permettant de diriger le cheval sans mors. Dans la seconde partie du XIXe siècle, le terme de bride tend à se perdre dans son sens générique. Il désigne alors la bride anglaise. Le terme de bridon est quant à lui employé pour désigner une bride avec un seul mors et une seule paire de rênes. Cette distinction se poursuit au XXe siècle et au XXIe siècle.

## Histoire
Les premières tentatives des hommes pour mener un cheval ont débouché sur l'utilisation d'un collier passé autour de l'encolure. Serré derrière les oreilles, une longe pouvait y être attachée. Vint ensuite la création d'un collier-frein placé plus bas sur l'encolure, qui permettait de faire tourner l'animal et l'arrêter. Le harnachement évolua par la suite vers une longe placée autour du chanfrein et derrière les oreilles, ce qui améliora nettement la conduite de l'animal. Sur cette base, on ajouta enfin une têtière et un mors.

## Différents types

### Bride avec mors

#### Filet

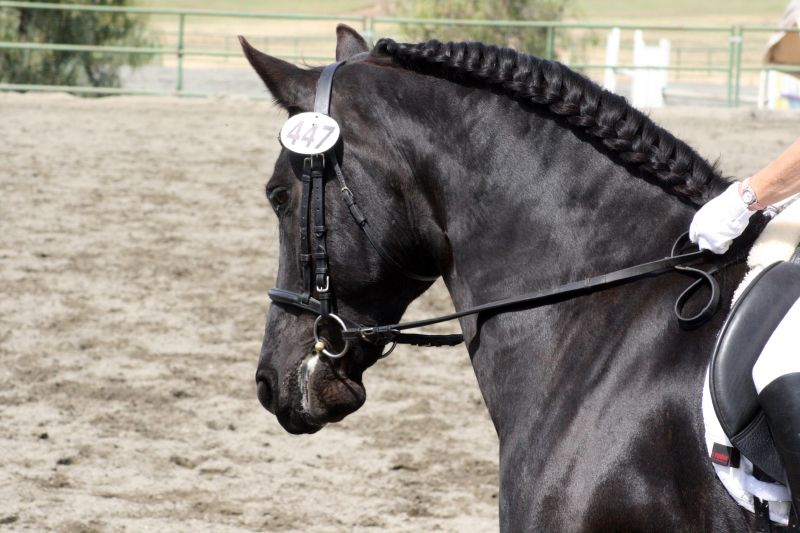
Frison équipé d'un filet.

Le filet ou bridon est un harnachement simple qui ne comprend qu'un seul mors et qu'une seule paire de rênes. Il peut être complété par une muserolle qui prend différentes formes plus ou moins sévères, empêchant le cheval d'échapper aux actions de la main en évitant qu'il ouvre la bouche. Le mors associé au filet peut également présenter différentes formes en fonction de l'action recherchée. Son choix varie en fonction des besoins du cavalier.la bride est fait pour avoir un soutien avec le cheval

#### Bride complète

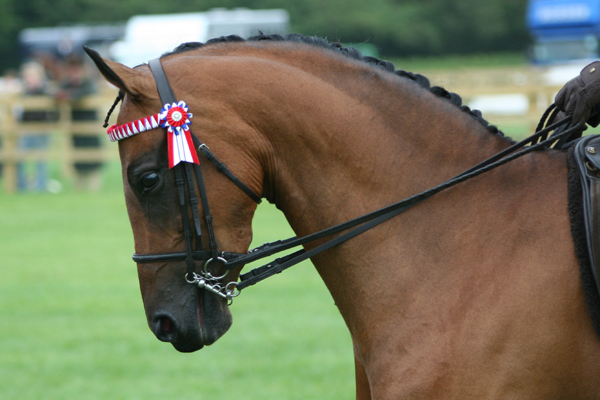
Cheval équipé d'une bride complète.

Nommée « bride anglaise » en France au XIXe siècle et au début du XXe siècle et « double bride » (double briddle) dans les pays anglo-saxons, la bride dite « complète » est composée de deux mors et de quatre rênes,. Elle combine deux actions distinctes : un effet « releveur » au moyen du mors de filet et un effet « abaisseur » au moyen du mors de bride. Ces deux actions permettent de maintenir un port de tête équilibré,. La bride complète offre ainsi une grande finesse et est particulièrement adaptée à la discipline du dressage.

### Bride sans mors

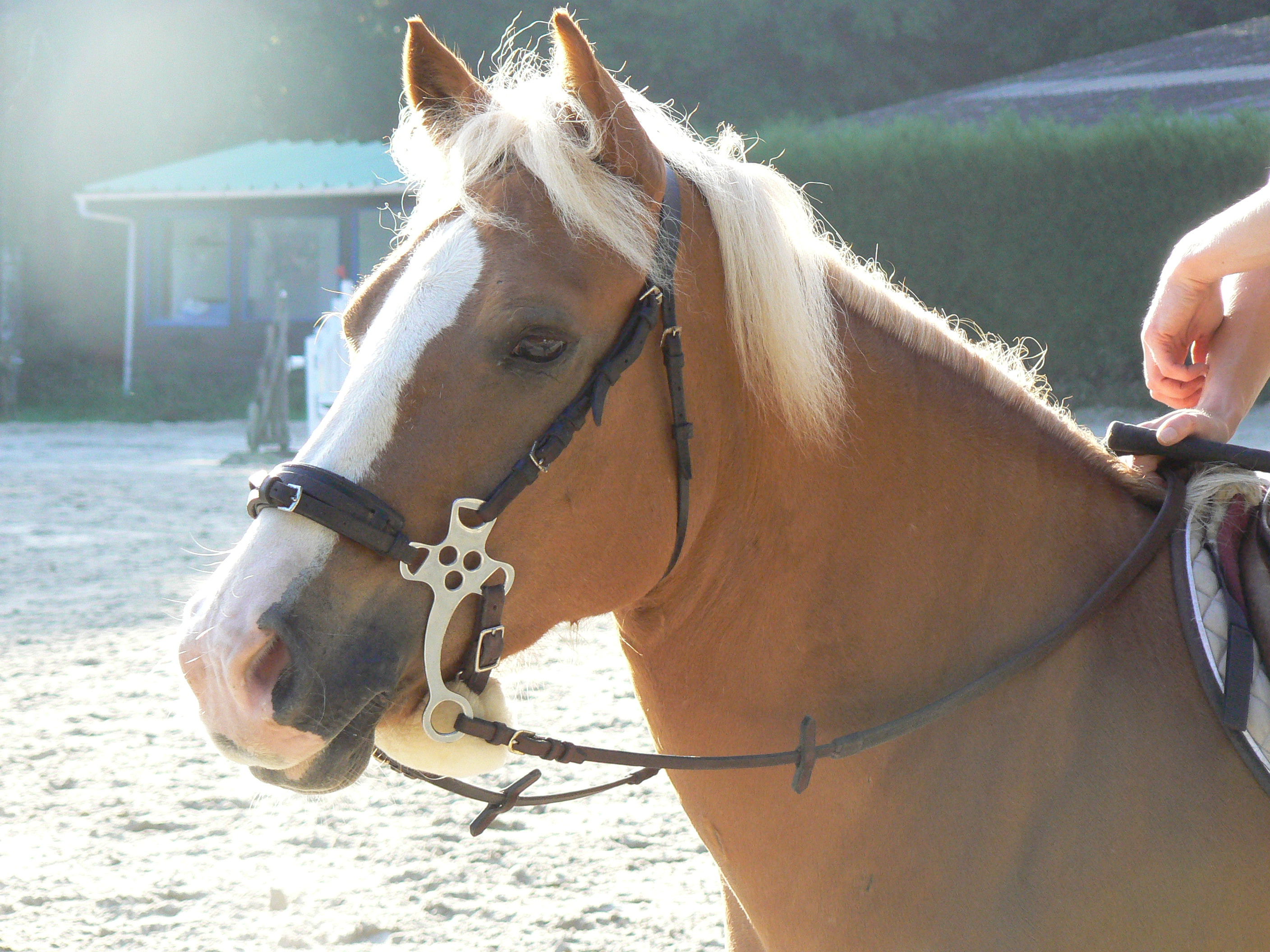
Haflinger équipé d'un hackamore mécanique.

Il existe une grande variété de brides pour le cheval, dépourvues de mors pour le contrôler. Le hackamore et le side-pull en sont des exemples. Le contrôle de la direction s'effectue grâce à la muserolle ou à un caveçon. La bride sans mors agit principalement sur le nez du cheval. Elle est aussi sévère qu'une bride avec mors. Une mauvaise utilisation peut causer de grandes douleurs ou blessures au cheval,.

## Matières
Les différentes brides sont le plus souvent en cuir et présentent des coloris variés comme le noir, le marron foncé ou le marron clair. Elles peuvent également être ornées de pièces décoratives en cuir, en métal ou en couture. En endurance, les filets en nylon, en vinyle ou en matière synthétiques sont appréciés du fait des arrosages fréquents sur les courses.